# St. Petrus und Paulus (Bamlach)

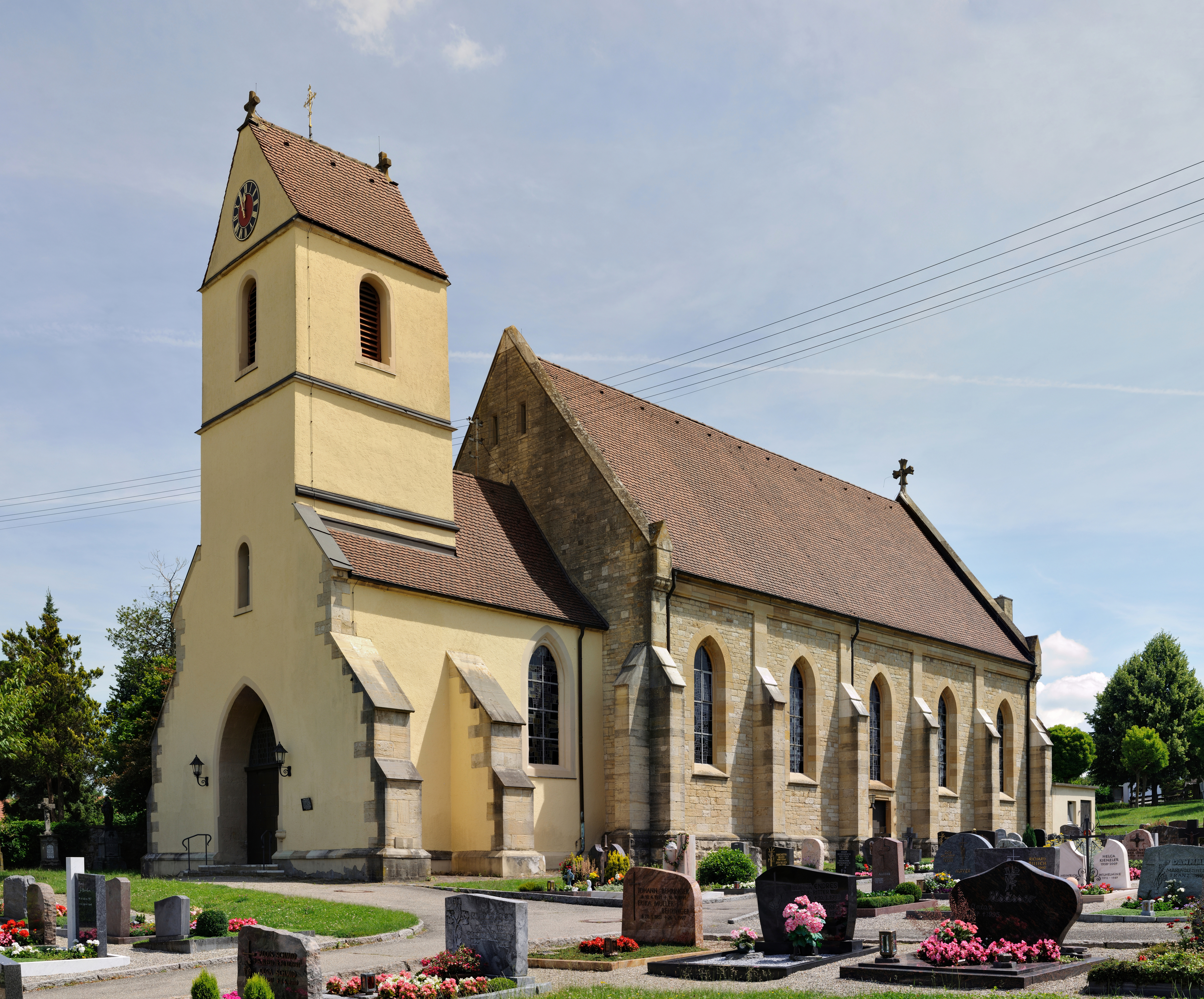
St. Peter und Paul in Bamlach

St. Petrus und Paulus ist eine römisch-katholische Pfarrkirche im Bad Bellingener Ortsteil Bamlach im Landkreis Lörrach. Die ältesten Teile der erstmals im 13. Jahrhundert erwähnten Kirche stammen aus dem 14./15. Jahrhundert. Das Langhaus des Gotteshauses wurde Anfang des 18. und ein weiteres Mal Ende des 19. Jahrhunderts neu erbaut.

## Geschichte
Während die Kirche in Bamlach („ecclesia in Bammenanch“) urkundlich zum ersten Mal 1275 genannt wird, wird ein Pfarrer Konrad in Bamnach in einer Urkunde des Chorherrenstift St. Michael Beromünster schon im Jahr 1227 erwähnt.
Das älteste und heute noch erhaltene Bauteil der Bamlacher Kirche ist der Turm aus dem 14. oder 15. Jahrhundert. Im Kreuzgewölbe erinnern vier gleiche Wappen des Freiherrn von Rotberg im Schlussstein an den Patronatsherrn. Dieser Turm wurde beim Neubau im Jahr 1716 übernommen; lediglich das Langhaus wurde vergrößert am gleichen Platz neu errichtet. In den Jahren 1885 bis 1886 brach man das Langhaus erneut ab, um es im neogotischen Stil östlich an den alten Turm anzubauen. Zwischen dem Glockenturm und dem neuen Langhaus blieb ein Stück des Chors von der zweiten Kirche erhalten. Die Weihe des Gotteshauses erfolgte am 12. September 1890.
Während des Zweiten Weltkrieges wurden das Dach und die Fenster der Kirche stark beschädigt. Nach Kriegsende erfolgte nur eine behelfsmäßige Instandsetzung. Erst in den Jahren 1968 bis 1969 konnten umfangreiche Renovierungsmaßnahmen durchgeführt werden, bei denen man eine neue Verglasung vornahm und eine neue Decke einzog. Nach der Liturgiereform des Zweiten Vatikanischen Konzils wurden in den 1970er-Jahren Taufstein, Tabernakel, Ambo und Altar durch moderneres Inventar ausgetauscht. 1981 konnten die Außenrenovierungsarbeiten abgeschlossen werden.

## Beschreibung

### Kirchengebäude
Die Bamlacher Kirche besteht aus einem mittelalterlichen, dreigeschossigen Turm und einem neugotischen Langhaus. Zwischen beiden Baukörpern befindet sich ein schmaleres und niedrigeres Langhausstück, welches als Überbleibsel der Vorgängerkirche als Zwischenstück zwischen der Turmhalle und dem eigentlichen Langhaus dient. Diese Dreigliederung mit dem im Verhältnis zur Höhe des Langhauses niedrigen Glockenturms gibt der Kirche ein insgesamt massives und eher gedrungenes Äußeres. Alle drei Baukörper sind über parallel zueinander verlaufende Satteldächer gedeckt. Über dem östlich des Langhauses befindlichen polygonalen Chor ist dieses hingegen abgewalmt. Formprägend für das Gotteshaus sind die Strebepfeiler, die sowohl aus dem Chor, dem Baukörper am Glockenturm wie aus dem Langhaus herausragen.
Im Glockenturm befindet sich zur Westseite das spitzbogige Hauptportal. Im oberen Geschoss trägt er zu allen Seiten je eine rundbogige Klangarkade. Jeweils an den Giebelseiten befindet sich ein rundes Zifferblatt der Turmuhr. In der Spitze und an den Enden der Dachkante bekrönen drei kleinere, schlichte Kreuze – die äußeren aus Stein, das innere aus Metall – das Satteldach.

### Inneres und Ausstattung

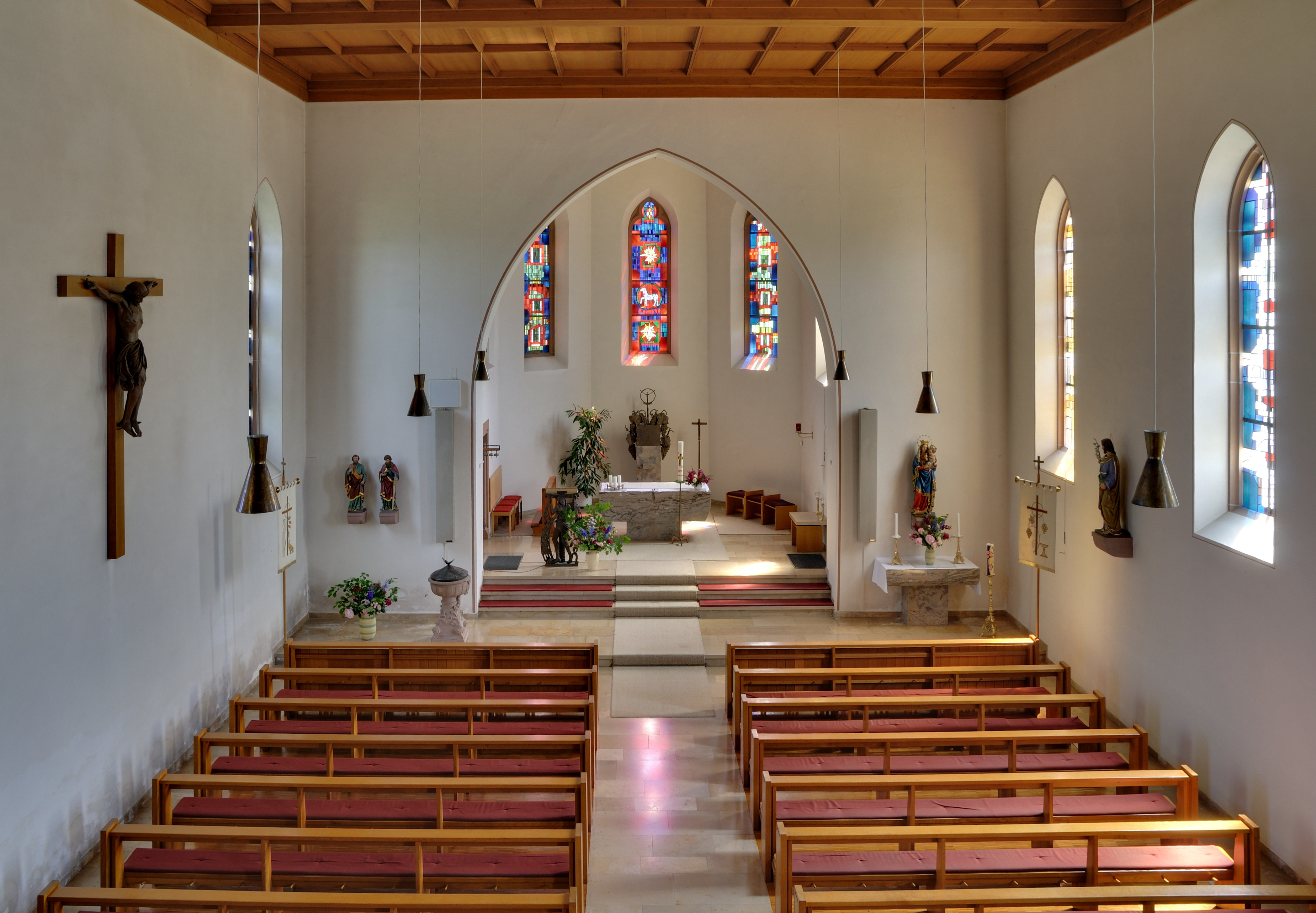
Blick von der Empore zum Chor

Das spitzbogige Hauptportal der Kirche befindet sich im westlich gelegenen Glockenturm. Die Turmhalle, die in der Vorgängerkirche als Chor genutzt wurde, beherbergt drei Epitaphe. Sie erinnern an Wolf Sigmund von Rotberg, den damaligen Herrn von Bamlach und Rheinweiler († 23. April 1591), seine Gemahlin Esther von Rotberg, geb. Schönau († 23. November 1586) und den Freiherrn von Rotberg, Ignaz Sigmund, einen späteren Herrn von Bamlach und Rheinweiler († 3. März 1586). Mit einer Gedenktafel ehrt man den Pfarrer Wilhelm Anseln († 8. Dezember 1902), der in den Jahren 1885 bis 1886 den Bau der Kirche vorantrieb. In diesem Vorraum befinden sich außerdem ein spitzbogiges Fenster und ein Treppenaufgang, der zur Westempore führt. Rechts vom Aufgang findet sich ein kleiner Altar mit einer Pietà.
Das Langhaus ist mit einer flachen Holzdecke eingedeckt. An der südlichen Längsseite hat es fünf, an der nördlichen vier spitzbogige Fenster. Ebenfalls an der Südseite befindet sich ein kleines Seitenportal. Langhaus und Chor sind über einen Triumphbogen miteinander verbunden. Links vom Bogen stehen zwei Statuen auf Konsolen, welche die Schutzpatrone, die heiligen Petrus und Paulus, darstellen. Rechts vom Durchgang befindet sich ein Seitenaltar, der Maria mit Jesuskind zeigt.
Der barocke Taufstein erhielt 1976 vom Freiburger Bildhauer Karl Rißler einen bronzenen Deckel. Altar, Ambo und Tabernakel gestaltete Hubert Bernhard.

### Orgel

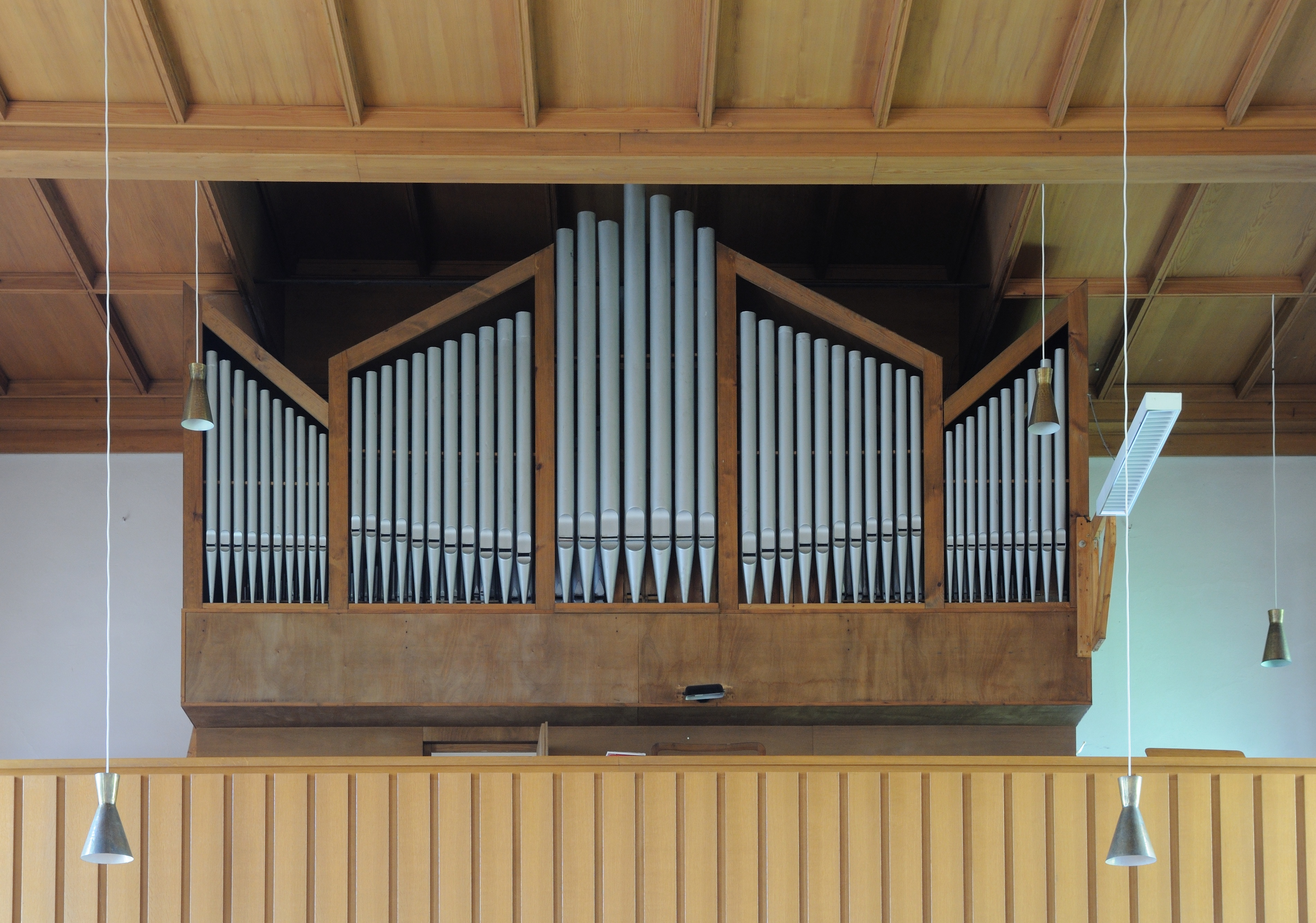
Orgel von 1965 bis 2011

Seit 2012 befindet sich in der Kirche eine neue Orgel. Sie ersetzt ein Instrument, das 1890 von dem Orgelbauer F. W. Schwarz aus Überlingen für die Pfarrkirche in Kenzingen geschaffen wurde und erst 1965 durch den Orgelbauer August Späth für die Kirche in Bamlach angepasst wurde. Das Kegelladen-Instrument hatte 19 Register auf zwei Manualen und Pedal.
Das neue Instrument wurde in Zusammenarbeit der Orgelbauer Claudius Winterhalter (Oberharmersbach) und Thomas Jann (Laberweinting) erbaut. Die Orgel hat 23 Register (und drei Transmissionen) auf zwei Manualen und Pedal. Die Spieltrakturen sind mechanisch, die Registertrakturen sind elektrisch.
| I Hauptwerk C–a3 |             |        |
| 1.               | Principal   | 8′     |
| 2.               | Holzflöte   | 8′     |
| 3.               | Gemshorn    | 8′     |
| 4.               | Octave      | 4′     |
| 5.               | Rohrflöte   | 4′     |
| 6.               | Quinte      | 2 ⁄3′  |
| 7.               | Terz        | 1 3⁄5′ |
| 8.               | Superoctave | 2′     |
| 9.               | Mixtur V    | 2′     |
| 10.              | Trompete    | 8′     |

| II Schwellwerk C–a3 |                |        |
| 11.                 | Doppelgedeckt  | 8′     |
| 12.                 | Viola di Gamba | 8′     |
| 13.                 | Vox coelestis  | 8′     |
| 14.                 | Fugara         | 4′     |
| 15.                 | Traversflöte   | 4′     |
| 16.                 | Nasard         | 2 ⁄3′  |
| 17.                 | Flageolet      | 2′     |
| 18.                 | Terz           | 1 3⁄5′ |
| 19.                 | Larigot        | 1 ⁄3′  |
| 20.                 | Schalmey-Oboe  | 8′     |
|                     | Tremulant      |        |

| Pedal C–f1 |                     |     |
| 21.        | Subbass             | 16′ |
| 22.        | Octavbass           | 8′  |
| 23.        | Gemshorn (= Nr. 3)  | 8′  |
| 24.        | Octave (= Nr. 4)    | 4′  |
| 25.        | Fagott              | 16′ |
| 26.        | Trompete (= Nr. 10) | 8′  |

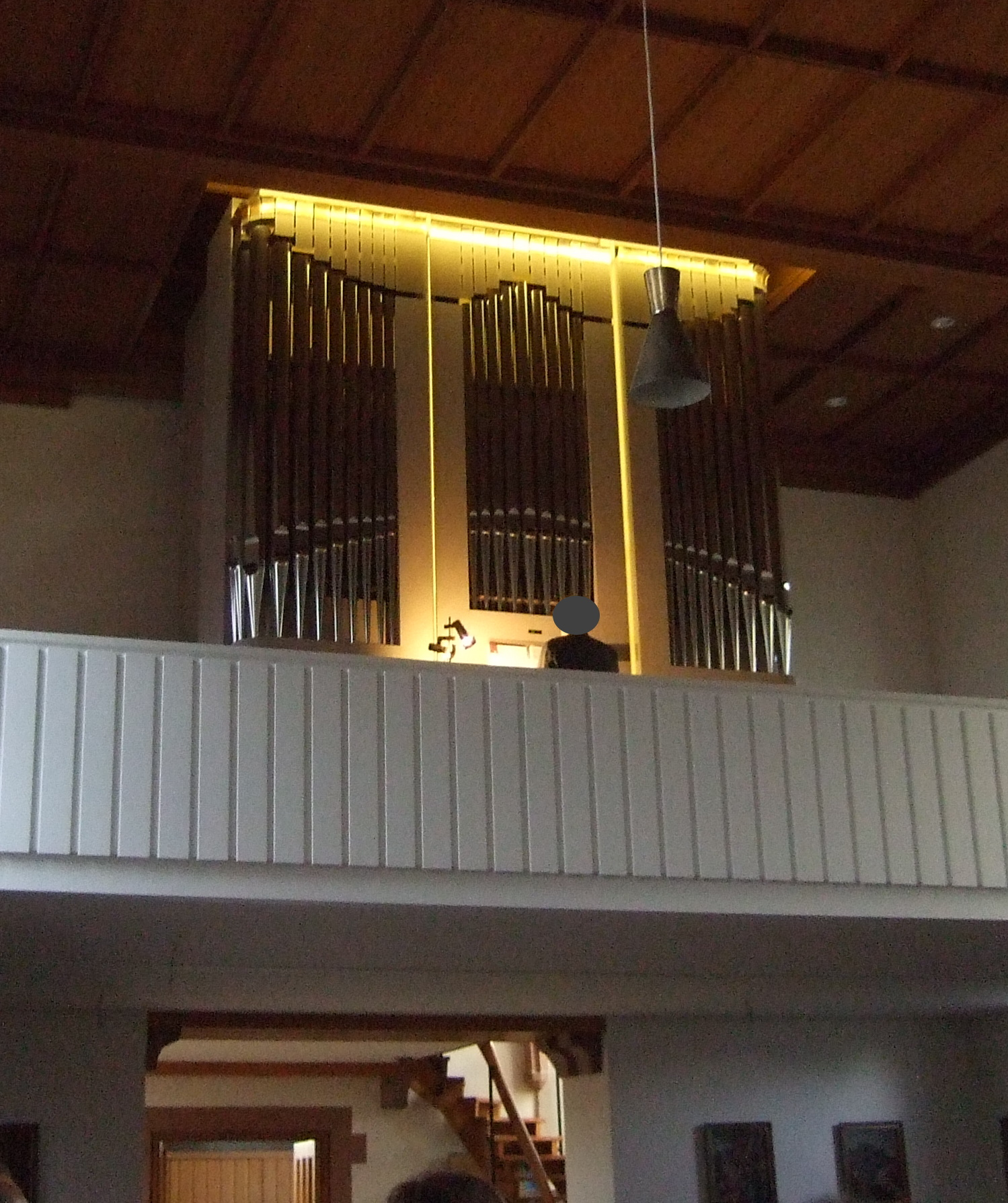
Die neue Orgel

- Koppeln II/I (auch als Suboktavkoppel), I/P, II/P (auch als Superoktavkoppel)

### Glocken
Das dreistimmige Bronze-Glockengeläut im Kirchturm von St. Peter und Paul wurde 1956 von Friedrich Wilhelm Schilling in Heidelberg gegossen und setzt sich aus folgenden Glocken zusammen:
| Name                     | Durchmesser | Gewicht | Schlagton |
| ------------------------ | ----------- | ------- | --------- |
| Christ-König-Glocke      | 960 mm      | 581 kg  | gis′+3    |
| Marienglocke             | 801 mm      | 337 kg  | 0h′+5     |
| Petrus-und-Paulus-Glocke | 710 mm      | 232 kg  | cis″+3    |